# Roger Guyett
Roger Guyett est un superviseur des effets visuels anglais et directeur de deuxième équipe. 
Il est connu notamment pour son travail sur les films des sagas Star Wars et Harry Potter.
Guyett et son équipe ont été nommés à l'Oscar des meilleurs effets visuels en 2014 pour Star Trek Into Darkness.

## Biographie
Il commence sa carrière à Londres au milieu des années 1980 en faisant de l'animation par ordinateur pour des publicités. À la suite d'un déménagement aux États-Unis en 1993, il commence à travailler sur divers projets cinématographiques. Il travaille d'abord chez Pacific Data Images, puis en 1994 à Industrial Light & Magic. Au cours de ses vingt-sept années à l'ILM, il travaille sur plus de trente films.